# Tinkerbell und die Legende vom Nimmerbiest
Tinkerbell und die Legende vom Nimmerbiest (Originaltitel: Tinker Bell and the Legend of the NeverBeast) ist ein US-amerikanischer Computeranimationsfilm von Steve Loter aus dem Jahr 2014. Der Kinostart in Deutschland war am 30. April 2015.

## Handlung
Die Tierfee Emily nimmt eines Tages seltsame Geräusche in der Ferne wahr. Es klingt, als würde ein fremdes Wesen vor Qualen brüllen und jaulen. Sie entschließt sich, zu helfen, und macht sich auf die Suche nach dem Ursprung der Geräusche. Was sie schließlich vorfindet, erstaunt sie, noch nie zuvor ist ihr Derartiges zu Gesicht gekommen: Das Nimmerbiest ist etwa 20 Mal so groß wie sie und ähnelt einem Hund; es hat messerscharfe Zähne und grüne Augen. In seiner Pfote steckt ein Dorn, den Emily entfernt.
Von hier an entsteht eine Freundschaft zwischen Emily und dem Nimmerbiest, das sie „Grummel“ tauft.
Im Tal der Feen stößt die Bekanntschaft jedoch nicht auf Begeisterung. Das Nimmerbiest scheint einen Auftrag zu haben und wird von den anderen Bewohnern als Bedrohung wahrgenommen. Emily legt sich mit der Wächterin Nyx an, die befürchtet, dass das Nimmerbiest Unheil über das Tal der Feen bringen könnte. Denn laut einer alten Legende erwacht das Nimmerbiest alle 1000 Jahre, wenn ein Komet vorbeizieht, um das Tal der Feen mithilfe eines Unwetters zu zerstören.
Unterdessen versucht Emily, die anderen Feen, vor allem Tinkerbell, von den guten Absichten des Nimmerbiests zu überzeugen und es zu beschützen. Dies schafft sie auch und nun versuchen Emily, Tinkerbell und ihre Freunde Grummel mit aller Kraft zu beschützen.
Als Emily versucht, der Feenkönigen von ihrem ungefährlichen Freund zu berichten, kommt Nyx ihr zuvor und berichtet von einer Legende, die besagt, dass es sich bei Emilys Freund um eine gefährliche Bestie handelt, die das Tal der Feen zerstören will. Daraufhin versucht Nyx, Grummel gefangen zu nehmen, welcher unterdessen 4 mysteriöse Türme in jeder Jahreszeit aufbaut, wie es die Prophezeiung besagt hat.
Als das Unwetter zunehmend stärker wird, werden Emily und Grummel getrennt, was dazu führt, dass Tinkerbell und Emily sich auf die Suche nach ihm begeben. Als Tinkerbell ihn schlussendlich im Winter findet, nimmt sie eine Veränderung an ihm wahr. Wie die Legende es prophezeit hat, sind Grummel furchteinflößende Hörner gewachsen und seine Augen strahlen nun bedrohlich grün. Tinkerbell versucht, es zu beruhigen, was ihr jedoch nicht gelingt. Grummel greift Tinkerbell scheinbar an, woraufhin sie bewusstlos wird. Emily findet ihre verletzte Freundin und erkennt, dass die Prophezeiungen wohl doch der Wahrheit entsprechen, da alles eingetroffen ist, was vorhergesagt wurde. Als Tinkerbell immer noch bewusstlos ist, beschließt Emily, Grummel auszuliefern, woraufhin Nyx und die anderen Wächterfeen ihn gefangen nehmen.
Währenddessen ist Tinkerbell aufgewacht und berichtet Emily, dass Grummel sie nicht absichtlich verletzt hat. Ganz im Gegenteil, er hatte versucht Tinkerbell vor einem umfallenden Baum zu bewahren, der sie sonst erschlagen hätte. Emily erkennt also, dass es sich bei ihrem Freund um keine Bestie handelt, sondern vielmehr um einen Beschützer, der versucht, das Tal der Feen vor der Zerstörung, die durch das Unwetter droht, zu beschützen. Daraufhin befreien Emily und ihre Freunde Grummel. Dieser ist jedoch durch die Gefangennahme geschwächt und sieht nur noch verschwommen. Emily erkennt, dass er immer noch ihre leuchtenden Feenflügel erkennen kann, und beschließt, ihm vorauszufliegen, um ihm somit den richtigen Weg zu weisen. Grummel, dem unterdessen wie prophezeit Flügel gewachsen sind, fliegt Emily hinterher, um die Blitze einzusammeln, die von den gebauten Türmen gebündelt werden. Als ihnen nur noch ein Turm fehlt, wird dieser von Nyx zerstört, die in Grummel immer noch eine Bestie sieht. Daraufhin sieht Emily nur noch eine Möglichkeit, das Tal zu retten, und fliegt mit Grummel direkt in das Auge des Sturms. Grummel schafft es, alle Blitze einzusammeln, und der Sturm zieht vorüber. Nun erkennt auch das restliche Tal Grummels wahre Absichten und sie fangen ihn auf, als er geschwächt vom Himmel fällt.
Emily wurde jedoch schwer verletzt, als sie in den Sturm flog, und stirbt anscheinend. Grummel, zutiefst getroffen, dass seine Freundin tot ist, schafft es jedoch, sie wiederzubeleben. Grummel wird fortan als der Hüter des Tals anerkannt. Emily stellt bald fest, dass es wieder an der Zeit für Grummels Winterschlaf ist. Zutiefst traurig erklärt sie den anderen, dass Grummels Auftrag ja nun vorbei sei, er nun weitere 1000 Jahre schlafe und sie ihn somit nie wieder sehen.
Bevor Grummel seinen Winterschlaf antritt, berichtigt Emily noch die Legende über Grummel, damit er auch zukünftig als der „Hüter des Tals“ anerkannt wird. Die Feen ehren Grummel, indem sie ihm seine Schlafstätte liebevoll einrichten und sich alle emotional von ihm verabschieden. Sogar Nyx bedankt sich bei ihm und drückt ihm ihren Respekt aus.
Der Film endet damit, dass Grummel die Augen schließt.

## Synchronisation

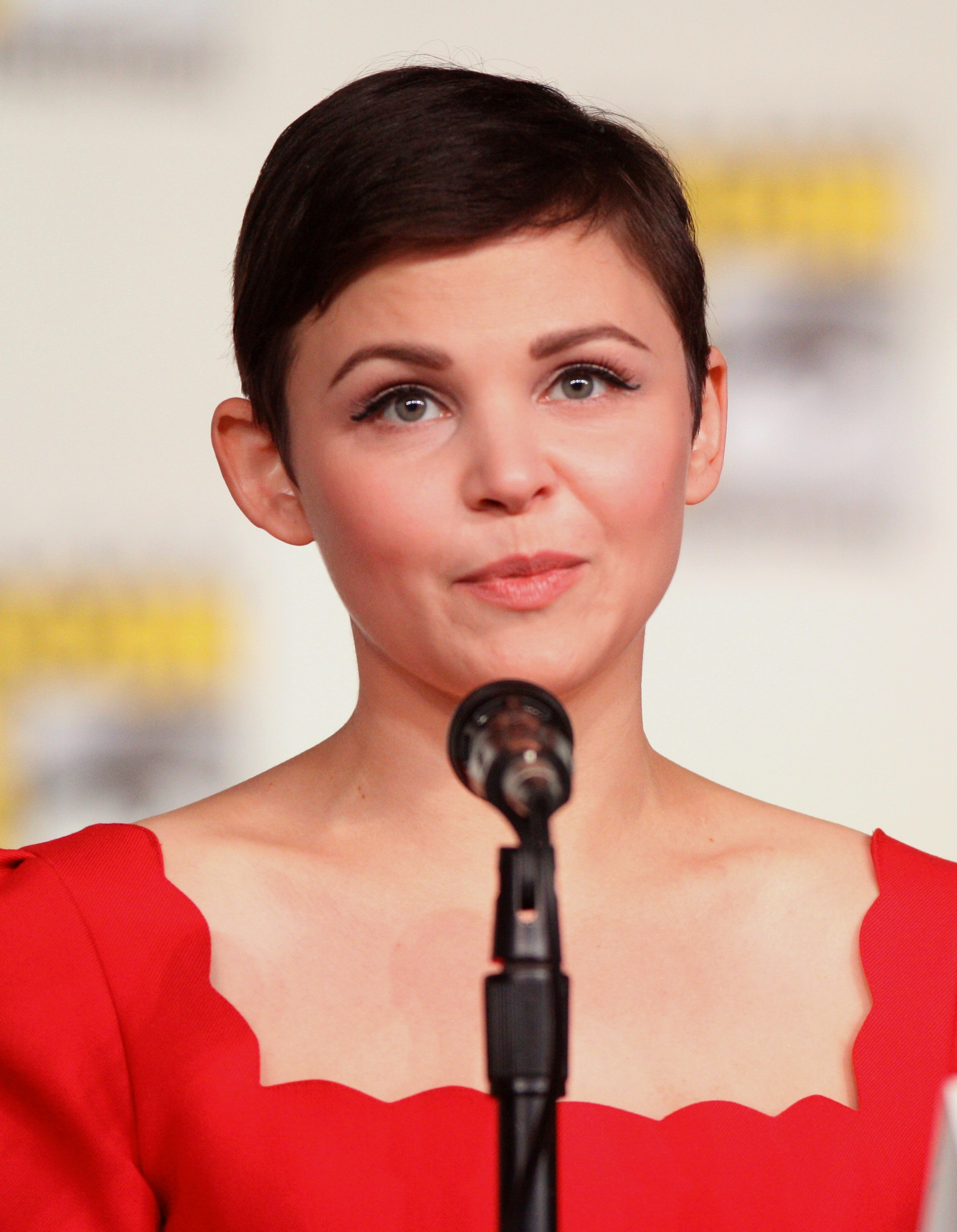
Ginnifer Goodwin

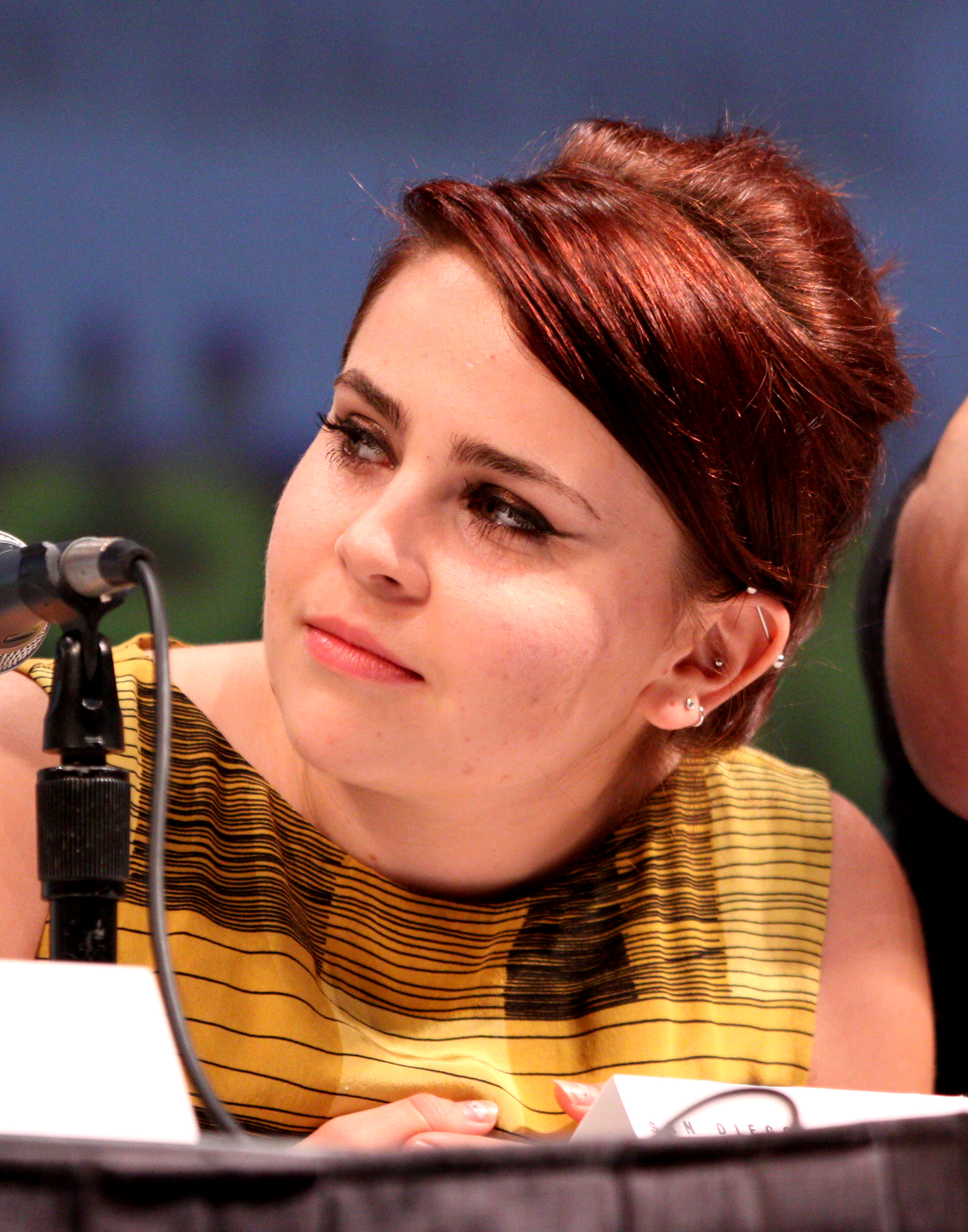
Mae Whitman

| Rolle           | Originalsprecher     | Deutsche Sprecher    |
| --------------- | -------------------- | -------------------- |
| Emily           | Ginnifer Goodwin     | Shandra Schadt       |
| Tinkerbell      | Mae Whitman          | Gabrielle Pietermann |
| Nyx             | Rosario Dawson       | Kathrin Gaube        |
| Silberhauch     | Lucy Liu             | Maren Rainer         |
| Klara           | Raven-Symoné Pearman | Stephanie Kellner    |
| Rosetta         | Megan Hilty          | Sabine Bohlmann      |
| Vidia           | Pamela Adlon         | Elisabeth von Koch   |
| Fury            | Danai Gurira         | Stefanie Dischinger  |
| Chase           | Chloe Bennet         | Regina Beckhaus      |
| Scribble        | Thomas Lennon        | Roman Wolko          |
| Buck            | Jeff Corwin          | Tobias Kern          |
| Morgan          | Olivia Holt          | Sabrina Schwarz      |
| Erzähler        | Grey Griffin         | Marina Köhler        |
| Königin Clarion | Anjelica Huston      | Dagmar Dempe         |

## Kritik
Die Kritiken zum Film sind überwiegend wohlwollend. Bei Rotten Tomatoes sind 74 % der Kritiken positiv bei insgesamt 19 Kritiken; die durchschnittliche Bewertung beträgt 5,6/10. Der Filmdienst meint, der Film ist ein „[b]onbonbunter Animationsfilm über die Kraft der Freundschaft und des Vertrauens“. Er „spinnt das unerschöpfliche ‚Peter Pan‘-Universum um den beherzten Kampf für das unheimliche Wesen weiter, wobei sich wohldosierte 3D-Effekte, anrührende Musical-Songs und witzige Dialoge unter den geflügelten Mädchen recht unterhaltsam entfalten“.